# هنر ماکونده
هنر ماکونده به مجسمه‌سازی‌های شرق آفریقا اشاره دارد، و گاه نیز به نقاشی‌های مدرنی که توسط صنعتگران یا هنرمندان ماکونده در شمال موزامبیک و جنوب تانزانیا (که رود روووما آن‌ها را از یکدیگر جدا می‌کند) خلق شده‌اند. تاریخ‌نگاران هنر، فروشندگان آثار هنری و مجموعه‌داران، این ژانر از هنر آفریقایی را پدید آورده‌اند؛ ژانری که می‌توان آن را به دو بخش آثار سنتی آفریقایی و آثار هنری مدرن تقسیم کرد. این ژانر به دههٔ ۱۹۳۰ بازمی‌گردد، زمانی‌که نخستین نمایشگاه مستند از هنر ماکونده در «مرکز فرهنگی دوس نووس» در مستعمرهٔ سابق موزامبیک پرتغالی برگزار شد.

## سبک‌های سنتی و معاصر

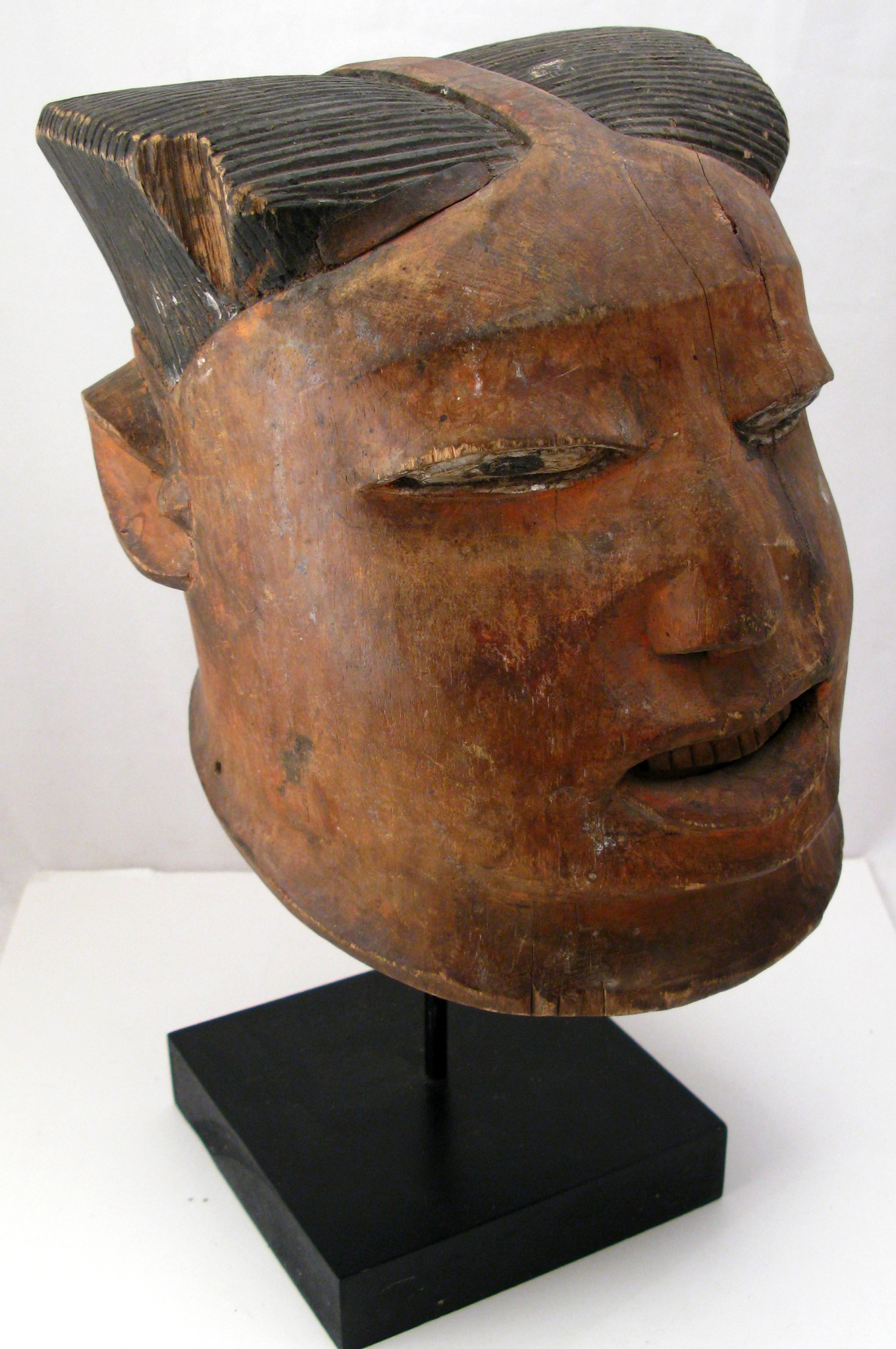
نقاب سنتی لیپیکو

هنر ماکونده را می‌توان به سبک‌های مختلفی تقسیم کرد. به‌طور سنتی، ماکونده‌ها اشیای خانگی غیرمذهبی، پیکره‌های آیینی و نقاب‌ها را می‌تراشیدند.
پس از دههٔ ۱۹۳۰، استعمارگران پرتغالی و سایر مبلغین مذهبی به فلات موئدا در شمال موزامبیک آمدند. آن‌ها علاقهٔ زیادی به کنده‌کاری‌های چوبی ماکونده نشان دادند و سفارش‌های متنوعی، از چهره‌های مذهبی تا شخصیت‌های برجستهٔ سیاسی ارائه دادند. پیکرتراشان ماکونده، با مشاهدهٔ این علاقه، تصمیم گرفتند مجسمه‌هایی در سبکی جدید خلق کنند و به‌جای چوب‌های نرم و بی‌دوام پیشین، از چوب «پاو-پرتو» (چوب آبنوس) و «پاو-روزا» استفاده کنند. این نخستین تماس با فرهنگ غربی را گاه به‌عنوان ورود سبک‌های اروپایی به سنت پیکرتراشی ماکونده در نظر می‌گیرند.
از دههٔ ۱۹۳۰ به بعد، آنچه به‌عنوان «هنر مدرن ماکونده» شناخته می‌شود در تانزانیا شکل گرفت. یکی از گام‌های مهم در فاصله‌گرفتن از مجسمه‌سازی سنتی، خلق پیکره‌های انتزاعی بود که عمدتاً ارواح شرور را به تصویر می‌کشیدند. این ارواح در زبان سواحلی «شتانی» نام دارند و در باورهای عامیانهٔ سواحلی نقش ویژه‌ای ایفا می‌کنند. سبک «شتانی» در اوایل دههٔ ۱۹۵۰ توسط استاد پیکرتراش سماکی لیکانکوا خلق شد و حامی او، محمد پیرا، که نگارخانه‌داری در دارالسلام بود، نقش اساسی و تعیین‌کننده‌ای در شکل‌گیری جنبش هنر مدرن ماکونده ایفا کرد. برخی از پیکرتراشان ماکونده، که مشهورترینشان جورج لوگوانی است، سبک انتزاعی کاملی را در پیش گرفتند که فاقد پیکره‌های قابل شناسایی بود. از دههٔ ۱۹۷۰ به این‌سو، هنر مدرن ماکونده بخشی از هنر معاصر آفریقا شد که در سطح بین‌المللی شناخته‌شده است. سرشناس‌ترین هنرمند این سبک جورج لیلانگا بود که کار خود را با کنده‌کاری آغاز کرد و بعدها به‌عنوان نقاش مدرن به شهرت رسید.
گونه‌ای ویژه از هنر آیینی سنتی ماکونده، ماسک‌های شاخص ماپیکو (جمع: لیپیکو) هستند. این ماسک‌ها از پیش از تماس با مبلغین مذهبی در قرن نوزدهم، در رقص‌های قبیله‌ای که با آیین‌های سن بلوغ همراه بودند، مورد استفاده قرار می‌گرفتند. این ماسک‌ها از یک تکه چوب سبک (معمولاً «سوماومِیرا براوا») تراشیده می‌شدند و ممکن بود نمایانگر ارواح شتانی، نیاکان یا شخصیت‌های زنده (واقعی یا ایدئال) باشند. رقصندگان این ماسک‌ها را به‌گونه‌ای بر چهره می‌گذاشتند که بتوانند از دهان ماسک بیرون را ببینند، یا اینکه آن را بر روی سر خود نصب می‌کردند، به‌گونه‌ای که در هنگام خم‌شدنِ رقصنده به جلو، ماسک مستقیماً رو به تماشاگران قرار گیرد.

## تغییرات در قرن بیستم
هنر مدرن ماکونده آمیزه‌ای است از سنت‌های پیشین نجاری و نیازهای روزافزون جهان مدرن به کنده‌کاری هنری در چوب. پس از ساخت سیستم جاده‌ای در فلات‌های میان تانزانیا و موزامبیک توسط نیروهای پرتغالی در طول جنگ جهانی اول، نگرش سنتی به این هنر تغییر یافت تا با نیازهای اجتماعی و اقتصادی جدید سازگار شود. کار اجباری و مالیات‌های تحمیلی از سوی پرتغالی‌ها، پیکرتراشان ماکونده در موزامبیک را به گسترش فعالیت‌های سنتی کنده‌کاری چوب واداشت. آنچه زمانی سنتی آیینی و مختص مردان بود و از دید زنان پنهان نگاه داشته می‌شد، در نتیجهٔ تأثیرات غربی بر هنر ماکونده در قرن بیستم، هم در شیوهٔ تولید و هم در هدف هنری، دگرگون شد.
یکی دیگر از دلایل فعالیت پیکرتراشان ماکونده که اصالتاً اهل موزامبیک بودند اما به تانزانیا مهاجرت کرده بودند، حمایت آن‌ها از مبارزه با رژیم استعماری موزامبیک بود. از سال ۱۹۵۹، ماکونده‌های ساکن دارالسلام در تأسیس سازمانی که بعدها بخشی از جبههٔ آزادی‌بخش موزامبیک شد نقش داشتند. در حمایت از مبارزه برای آزادی، پیکرتراشان ماکونده تعاونی‌هایی تشکیل دادند و با فروش آثار هنری خود به تأمین مالی این جنبش پرداختند. در واکنش به تصورات رایج دربارهٔ پیکرتراشان مدرن ماکونده به‌عنوان مردمی سنتی و روستایی، یک پژوهش پرتغالی در سال ۲۰۲۰ چنین اظهار می‌کند: «در انزوا قرار دادن کلی هنرمندان ماکونده، گوشه‌نشین دانستن آن‌ها و منتسب‌کردنشان به دل طبیعت، افسانه‌ای پدرمآبانه از غرب است».

## گونه‌های هنر مدرن ماکونده

### اوجاما یا درخت زندگی

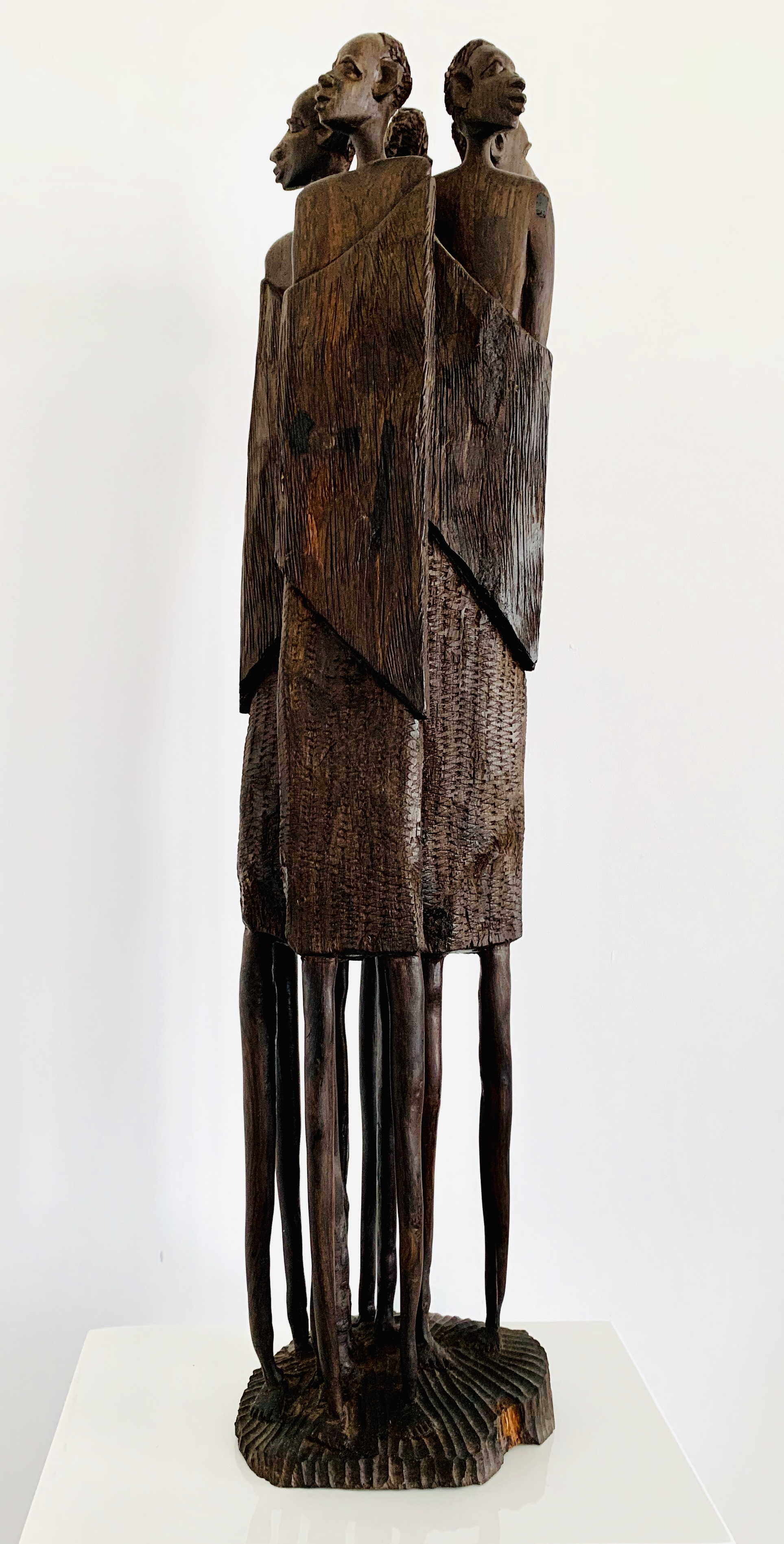
مجسمهٔ مدرن اوجاما

روبرتو یاکوبو سانگوانی در اواخر دههٔ ۱۹۵۰ خانه‌اش در موزامبیک را ترک کرد و راهی تانزانیا شد. او با خود سبکی از هنر ماکونده را آورد که به‌طور رسمی «دیموونگو» نام داشت و به معنای «نیروی استقامت» یا «درخت زندگی» است. به‌طور سنتی، این پیکره‌ها دسته‌هایی از کشتی‌گیران به‌هم‌پیوسته را به تصویر می‌کشیدند که قهرمانی پیروز را بر دوش گرفته‌اند. به‌تدریج، چهرهٔ مرکزی در این مجسمه‌ها جای خود را به رؤسای قبیله یا چهره‌هایی داد که نماد اتحاد با اعضای جامعه یا خانواده بودند. صرف‌نظر از اینکه شخصیت اصلی مجسمه چه کسی باشد، ساختار این سبک همواره بر پایهٔ یک چهرهٔ مرکزی است که توسط دیگر پیکره‌ها احاطه و پشتیبانی می‌شود. این پیکره‌ها نمود اوجاما (همبستگی اجتماعی) یا روابط درون یک جامعه هستند و احترام عمیقی را که ماکونده‌ها برای نیاکان یا جامعه‌شان قائل‌اند، بازتاب می‌دهند.

### شتانی

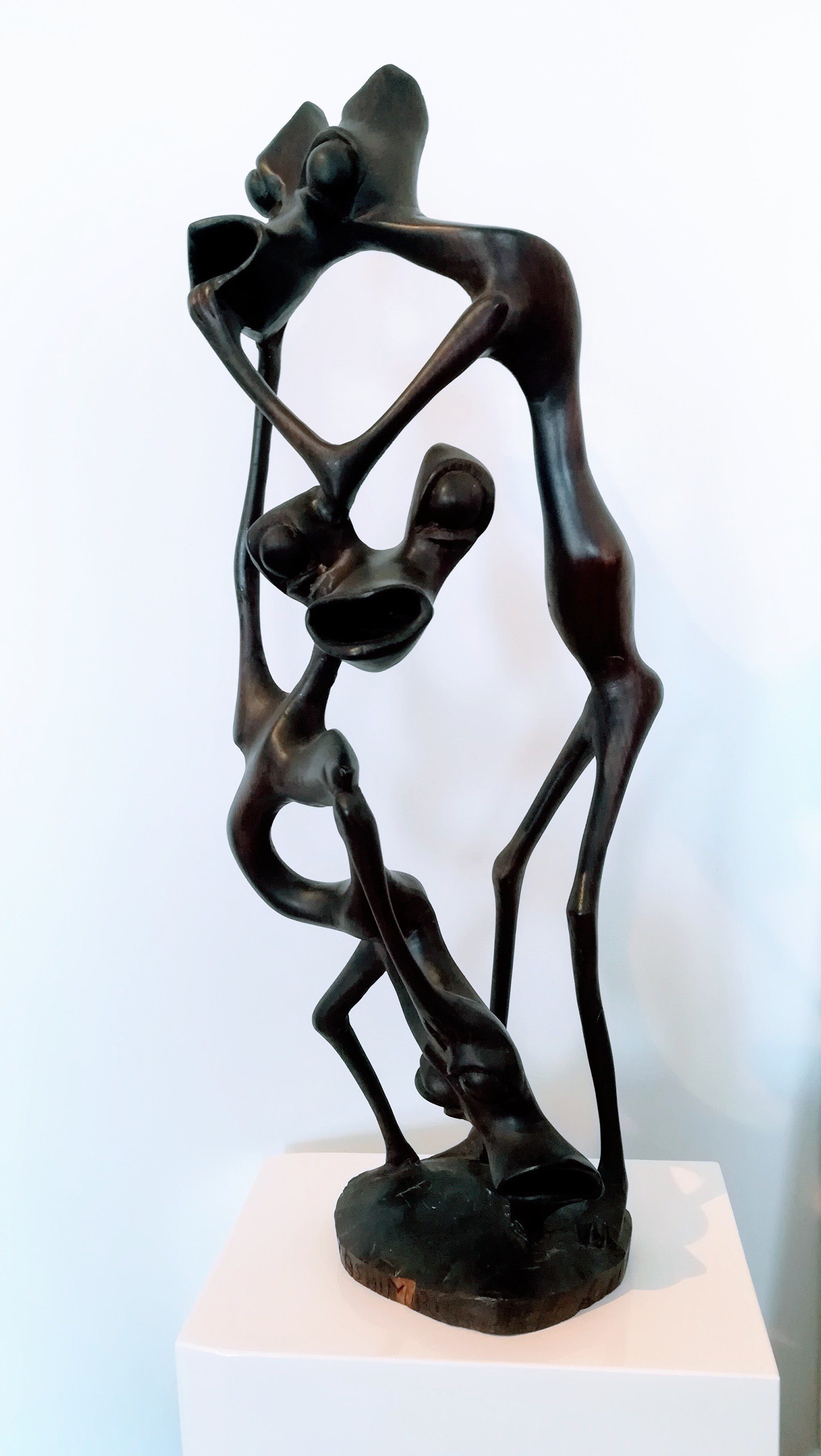
مجسمهٔ مدرن شتانی

کنده‌کاری‌های چوبی سبک شتانی (به‌معنای «شیطان» در زبان سواحلی) بازتابی از اسطوره‌شناسی و ارواح در فرهنگ ماکونده هستند. این سبک با به‌کارگیری ویژگی‌های فیزیکی فراواقع‌گرایانه، مانند صورت‌ها یا اندام‌های بزرگ و نامتناسب و گاهی نیز عناصر حیوانی، جهان معنوی را به تصویر می‌کشد. جوهرهٔ شتانی به‌طور کلی در پنج شکل ظاهر می‌شود: انسان، پستاندار، ماهی، پرنده و خزنده. در برخی از این مجسمه‌ها، نمادهای فرهنگی خاصی نیز به‌کار رفته‌اند؛ مانند سینه‌های مادر یا کدوتنبل‌های خشک‌شده‌ای که برای حمل آب استفاده می‌شوند.

### بینادامو

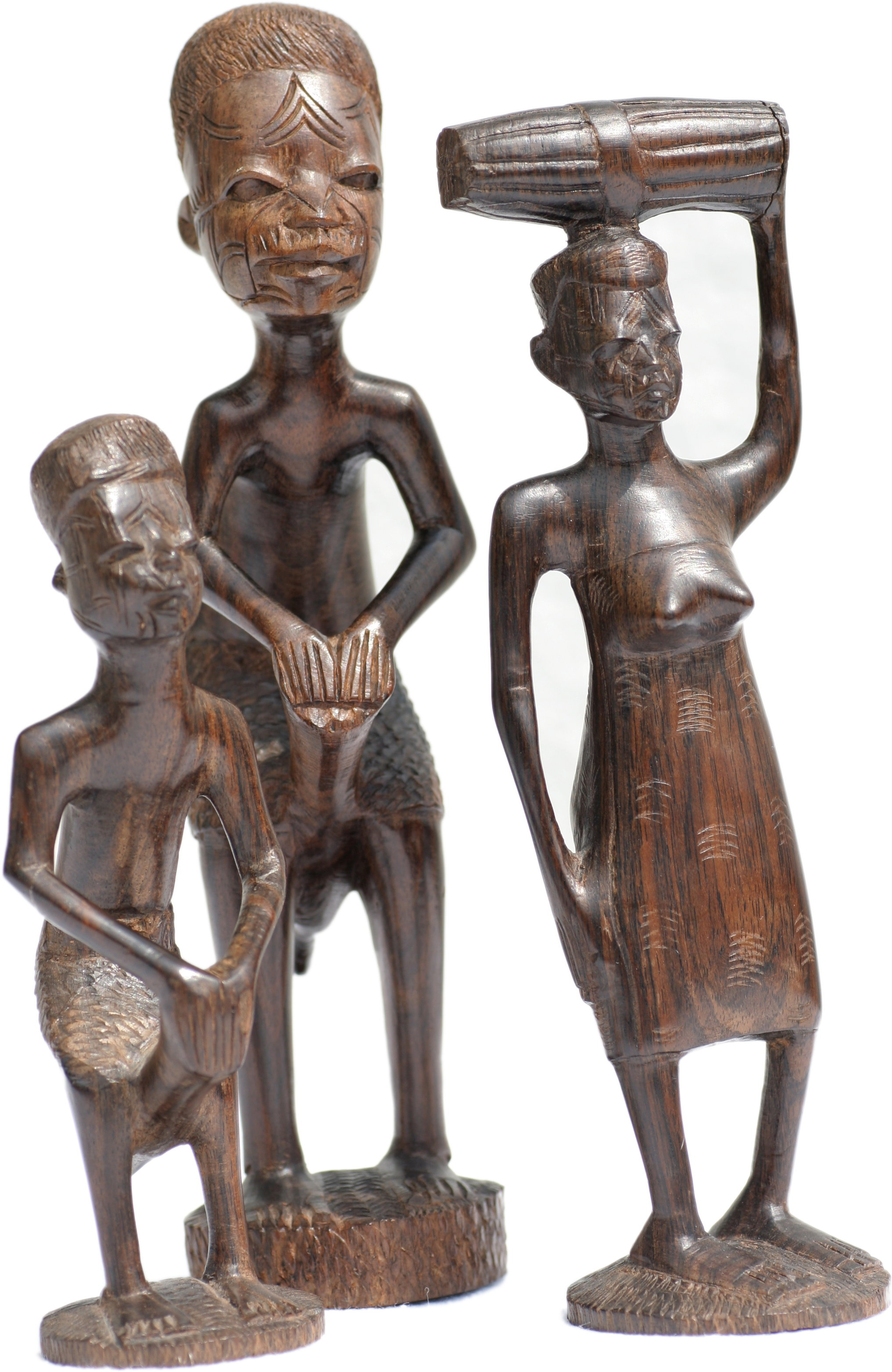
مجسمه‌های مدرن بینادامو

بینادامو، نوعی از هنر طبیعت‌گرایانه است که نقش‌های اجتماعی در جامعهٔ ماکونده را بازتاب می‌دهد. رایج‌ترین مضامین آن شامل تصویرهایی از مردانی در حال سیگار کشیدن و زنانی در حال انجام کارهای خانگی است. پس از تماس پرتغالی‌ها با ماکونده‌ها، بازار کنده‌کاری‌های چوبی ماکونده در خارج از کشور رونق گرفت. بسیاری از مردم محلی شروع به اولویت‌دادن به این حرفه کردند و مجسمه‌هایی ساختند که زندگی روزمرهٔ مردان و زنان ماکونده را به تصویر می‌کشید تا با سلیقهٔ غربی‌ها سازگار باشد.

## آیین‌های گذار
مدت‌ها پیش از آن‌که کنده‌کاری‌های چوبی ماکونده جنبهٔ تجاری پیدا کنند، هدف اصلی این هنر به تصویر کشیدن ارواح شرور در آیین‌های گذار بود. برجسته‌ترینِ این آیین‌ها، مراسم ورود پسران به بزرگ‌سالی است که با ختنه مشخص می‌شود. در آغاز این آیین، رقص آیینی «ماپیکو» اجرا می‌شود. در طول این رقص سه نقش فعال وجود دارد: رقصنده‌ای نقاب‌دار که نمایندهٔ مرده‌ای است که برای آزار روستا بازگشته، «ماشابیلو» که روحی شیطانی است و در پی انتشار بدی و بر هم زدن سلامت جامعه است، و در نهایت، پسر جوانی که در حال گذار به مردی بالغ است و باید بر این موجودات غلبه کند. هر دو رقصندهٔ نقاب‌دار نماد نیروهای اهریمنی‌اند که پسر باید با آن‌ها روبه‌رو شده و بر آن‌ها پیروز شود.
پس از این رقص، پسر توسط «موکوکومِلا» یا «چکش‌زن» که کل مراسم را هدایت می‌کند، ختنه می‌شود. پس از ختنه، پسر به‌همراه دیگر مردان و پسران برای چند روز در پناهگاهی به نام «لیکومبی» از جامعه جدا می‌شود. در این مدت، علاوه بر التیام جسمانی، پسران نقش‌های مردانه‌شان در جامعه را نیز فرامی‌گیرند. این آموزش شامل تغییراتی جسمی مانند یادگیری شکار و کشت زمین و همچنین تغییراتی اجتماعی همچون نحوهٔ بازگشت به جامعه به‌عنوان مرد، فراگیری فضایل اخلاقی، احترام به بزرگ‌ترها و آداب روابط جنسی است. پس از بهبودی، لیکومبی با آتش نابود می‌شود و پسران نام‌های جدیدی دریافت می‌کنند. در آیین بلوغ دختران نیز کنده‌کاری‌های چوبی نقش دارند، اما در مرحله‌ای متفاوت نسبت به پسران. دختران نیز با رقص آیینی و دوره‌ای از انزوا به زنانگی می‌رسند، اما مجسمه‌های چوبی تنها پس از ازدواج آن‌ها ظاهر می‌شود. زن ماکونده پس از ازدواج، عروسکی چوبی را با خود حمل می‌کند تا موجب باروری شود.